# Asphodelus tenuifolius
Asphodelos tenuifolius es una especie de planta anual perteneciente a la familia de las asfodeláceas.

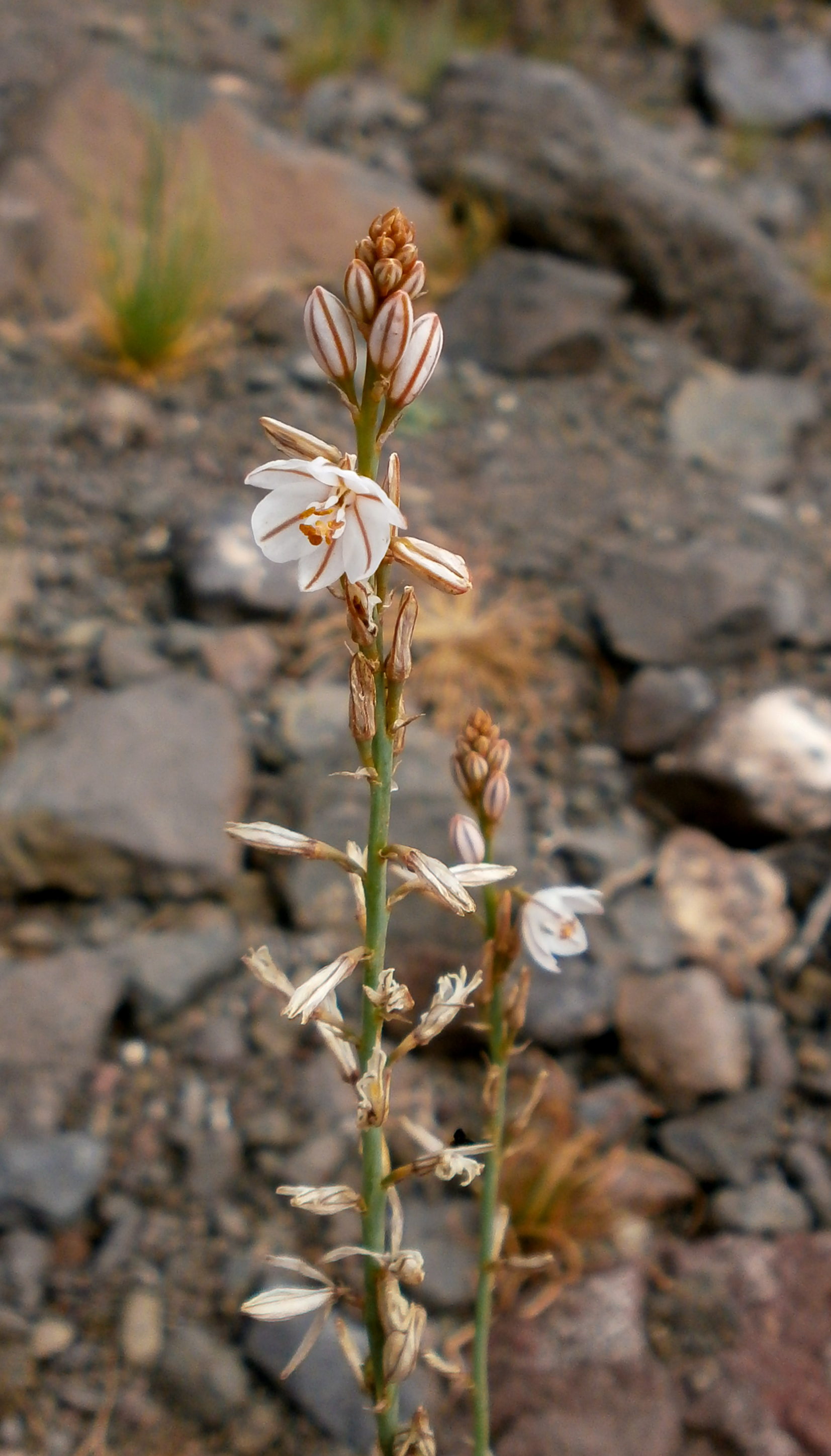
Flor

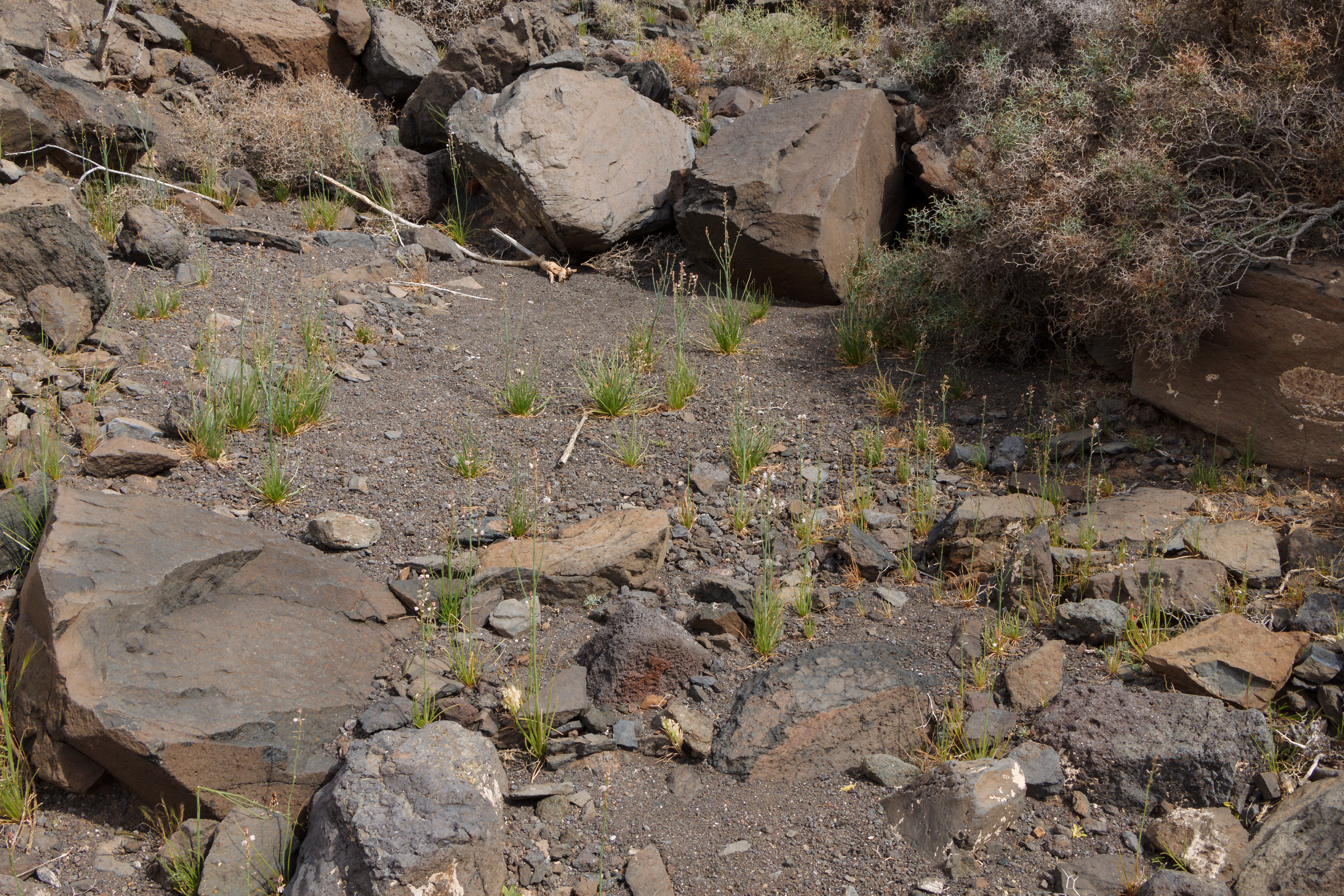
En su hábitat

## Distribución geográfica
Asphodelus tenuifolius es una especie de amplia distribución, nativa probable en las islas Canarias. 

## Descripción
Se trata de una planta anual, con hojas subcilíndricas. Similar a Asphodelus fistulosus L.,  de la que se diferencia por presentar un menor tamaño (unos 20 cm) y porque la base del escapo es papilosa. Además, los tépalos miden menos de 9 mm y son de color  blanco-rosado. Las cápsulas miden 3–4 mm de diámetro y son subglobosas. 

## Taxonomía
Asphodelus tenuifolius  fue descrita por Antonio José de Cavanilles y publicado en Anales de Ciencias Naturales 3: 46. 1801.
Etimología
Asphodelus: nombre genérico que deriva del griego antiguo: a = "no",  sphodos = "cenizas" y elos  = valle: quiere decir "el valle que no es ceniza" (por causa del fuego). El nombre está asociado al hecho de que los rizomas subterráneos de esta planta no se ven muy afectados por el fuego, por lo que la planta puede "revivir" tras un incendio. 
Además, el nombre puede tener origen griego, ya que los asfodelos se plantaban cerca de las tumbas, para que los muertos pudiesen alimentarse de ellas, como se hace referencia de ello en muchos poemas.  El nombre derivaría de la palabra griega ἀσφόδελος, que signigica cetro. En griego la leyenda del asfodelo es una de las más famosas de las plantas relacionadas con los muertos y el mundo subterráneo. Homero la describe como que cubre la gran pradera (ἀσφόδελος λειμών), la guarida de los muertos. Fue plantado en tumbas , y con frecuencia se relaciona con Perséfone, que aparece coronada con una guirnalda de asfódelos. Su conexión general con la muerte se debe sin duda al color grisáceo de sus hojas y sus flores amarillentas, que sugieren la oscuridad del inframundo y la palidez de la muerte.  
tenuifolius: epíteto latino que significa "con hojas delgadas".
Sinonimia
- Anthericum annuum Pourr. ex Willk. & Lange
- Asphodelus bornmuelleri Gand.
- Asphodelus canariensis C.Sm. & Buch
- Asphodelus clavatus Roxb.
- Asphodelus clavosus Don ex Steud.
- Asphodelus fistulosus subsp. faurei Sennen
- Asphodelus fistulosus subsp. nilotica Ravenna
- Asphodelus fistulosus subsp. tenuifolius (Cav.) Arcang.
- Asphodelus fistulosus var. tenuifolius (Cav.) Baker
- Asphodelus maroccanus Gand.
- Asphodelus microcarpus Rchb.
- Asphodelus serrulatifolius Sennen
- Asphodelus serrulatus Sennen & Mauricio
- Asphodelus tenuifolius forma micranthus (Boiss.) Maire
- Asphodelus tenuifolius var. micranthus Boiss.
- Ornithogalum flavum Forssk.
- Verinea tenuifolia (Cav.) Pomel[4]

## Nombre común
- Castellano: "gamonilla fina".[5]